# Municipio de Ripley (condado de Montgomery)
El municipio de Ripley (en inglés: Ripley Township) es un municipio ubicado en el condado de Montgomery en el estado estadounidense de Indiana. En el año 2010 tenía una población de 977 habitantes y una densidad poblacional de 11,93 personas por km².

## Geografía
El municipio de Ripley se encuentra ubicado en las coordenadas 40°0′14″N 87°2′52″O / 40.00389, -87.04778. Según la Oficina del Censo de los Estados Unidos, el municipio tiene una superficie total de 81.86 km², de la cual 81,79 km² corresponden a tierra firme y (0,09 %) 0,07 km² es agua.

## Demografía
Según el censo de 2010, había 977 personas residiendo en el municipio de Ripley. La densidad de población era de 11,93 hab./km². De los 977 habitantes, el municipio de Ripley estaba compuesto por el 96,72 % blancos, el 0,2 % eran afroamericanos, el 0,31 % eran amerindios, el 0,2 % eran asiáticos, el 1,02 % eran de otras razas y el 1,54 % eran de una mezcla de razas. Del total de la población el 0,72 % eran hispanos o latinos de cualquier raza.